# Правительственная миссия в Индию
Правительственная миссия в Индию (англ. Cabinet Mission to India) – попытка британского правительства установить мир между Индийским национальным конгрессом и Мусульманской лигой. Результаты всеобщих выборов, проведённых в 1945–1946 годах подчеркнули настоятельную необходимость найти решение этого политического тупика. Чтобы покончить с этим, британское правительство направило специальную правительственную миссию в Британскую Индию.
Миссия состояла из лорда Лоуренса (секретаря по делам Индии), сэра Стаффорда Криппса (президента торговой палаты), лорда Александера (первый лорд Адмиралтейства).

## Цели миссии
1. Подготовительные дискуссии с избранными представителями Британской Индии и индийских штатов, чтобы обеспечить их сотрудничество в разработке конституции.

2. Создание основных положений конституции.

3. Работа Исполнительного совета с избранными партиями.
Миссия прибыла 24 марта 1946 года. После всестороннего обсуждения с Конгрессом и Мусульманской лигой, правительственная миссия выдвинула свои предложения 16 мая 1946 года.

## Основные положения плана
1. Объединение Индии (включая Британскую Индию и индийские государства), которая будет иметь свои министерства иностранных дел, обороны и связи. У Индии также должны были быть свои независимые исполнительные и законодательные органы власти.

2. Вооружённые силы будут принадлежать провинции.

3. Во всех провинциях будет разделение на три группы (по партиям). Провинции могут отказаться от любой из групп после первых всеобщих выборов.

4. Будет организовано временное правительство с поддержкой основных политических партий.

## Итоги
Мусульманская лига приняла этот план 6 июня 1946 года. Конгресс принял план 24 мая 1946 года, однако он отверг временные установки. Вице-король должен пригласили Мусульманскую лигу принять участие в формировании правительства, как это было предложено членами правительственной миссии, но он этого не сделал.
В то же время Джавахарлал Неру, выступая на пресс-конференции 10 июля заявил, что Конгресс согласился присоединиться к учредительному собранию, но только после внесения изменений в план правительственной миссии. В этих условиях Мусульманская лига отмежевались от плана и прибегает к решительным действиям для создания Пакистана. В результате, вице-король Уэйвелл предложил Конгрессу присоединиться к временному правительству, хотя он практически ранее уже отверг этот план.
Тем не менее, вице-король скоро понял тщетность затеи без участия Лиги. Таким образом 14 октября 1946 года он пригласил их вновь принять участие в обсуждении.
22 марта 1947 года лорд Маунтбаттен прибыл в качестве последнего вице-короля. Было объявлено, что власть будет передана от британцев к индийцам в июне 1948 года.
Лорд Маунтбаттен провёл ряд переговоров с Конгрессом и лидерами Мусульманской лиги. Джинна дал понять, что идея «Пакистан» получила поддержку всех мусульман Индии. 3 июня 1947 года Маунтбаттен согласился разделить колонию на две части. Это решение стало началом конца единой Индии.